# Желло, Людовит
Людовит Желло (словац. Ľudovít Žello; псевдоним Dolnozemský Slovák; 7 августа 1809 — 21 ноября 1873) — словацкий поэт эпохи литературного возрождения словаков в XIX веке.

## Биография
C 1829 г. был помощником учителя, затем учителем, ведя преподавание на словацком языке, хотя первоначально не слишком знал его. Под влиянием Яна Коллара, с которым Желло познакомился ещё подростком, и его поэмы «Дочь Славы» начал писать стихи не только по-немецки, но и по-словацки. Желло был членом литературно-патриотического общества, основанного в Пеште словацкими патриотами, и публиковался в молодых словацких журналах и альманахах «Zora», «Kvéty», «Orol» и др.; отдельной книгой вышла книга стихотворений, написанная по-чешски («Basnè od Ludovjta Zella», 1842). Общий характер поэзии Желло — более или менее удачное повторение тех же народно-патриотических и панславистских мотивов, которые он нашёл у Коллара.